# Estany Llarg (Formiguera)
L'Estany Llarg és un estany situat a 2.262 m alt del terme comunal de Formiguera, a la comarca del Capcir, de la Catalunya del Nord.
Està situat a l'extrem occidental del terme de Formiguera, a llevant del Puig de Camporrells i dels Estanys de Camporrells, a la capçalera de la Lladura. Just al seu costat sud hi ha un altre estany, el Rodon. A llevant seu hi ha encara un altre petit conjunt d'estanys, el Gros, l'Estany del Mig, el de la Basseta i, finalment, la Basseta, tots ells en els vessants nord-est i est del Pic Peric.